# Timo Boll
Timo Boll (phát âm tiếng Đức: [ˈtiːmo ˈbɔl]; sinh ngày 8 tháng 3 năm 1981) là một vận động viên bóng bàn chuyên nghiệp người Đức, hiện đang chơi cho Borussia Düsseldorf. Anh xếp vị trí thứ hai tại German Table Tennis National League, và thứ sáu trên bảng xếp hạng ITTF thế giới tính đến tháng 6 năm 2019. Boll là một trong những cây vợt bóng bàn người Đức xuất sắc nhất mọi thời đại, từng giữ vị trí số một thế giới trong các năm 2003, 2011 và trong tháng 3 năm 2018.

## Thời niên thiếu
Boll sinh ra tại Erbach im Odenwald, Hessen. Bắt đầu chơi bóng bàn và được cha huấn luyện từ năm 4 tuổi. Năm 1987, anh đã là thành viên của TSV Höchst. Năm 8 tuổi, anh được một huấn luyện viên người Hessen tên Helmut Hampel phát hiện, cũng chính ông là người nâng tầm Boll. Tới năm 1990, Boll bắt đầu tham gia tập luyện tại trung tâm huấn luyện Pfungstadt và 4 năm sau chuyển sang thi đấu cho FTG Frankfurt rồi cùng đội tham gia giải Second Divison (Hạng nhì), thời điểm mà anh thu hút được sự chú ý của các hiệp hội bóng bàn khác. TTV Gönnern chiêu mộ anh vào năm 1995, bằng một động thái yêu cầu toàn đội phải di chuyển 170 km tới Höchst để có thể tập luyện hàng ngày với Boll khi đó mới chỉ 14 tuổi. Dù được xếp vị trí thứ năm trong đội nhưng Boll chỉ thua đúng một trận trong cả mùa giải. Điều này góp phần giúp đội của anh chuyển sang thi đấu tại giải Tischtennis-Bundesliga (Hạng nhất) thuộc chuỗi giải đấu bóng bàn quốc gia.

## Sự nghiệp

### Những thành công ban đầu
Ở tuổi 14, Boll đã giữ danh hiệu tay vợt trẻ nhất thi đấu ở giải đấu quốc gia (danh hiệu mà anh chia sẻ với Frank Klitzsch). Boll gặt hái thành công quốc tế đầu tiên của mình tại European Youth Table Tennis Championships ở Den Haag năm 1995, nơi anh giành được ba tấm huy chương vàng. Cũng trong cùng giải đấu đó diễn ra vào năm 1996, anh là á quân ở nội dung nam đơn thiếu niên nhưng rồi liên tục vô địch ở nội dung đơn vào các năm 1997, 1998 và ở nội dung đôi vào năm 1998. Về con đường học vấn, Timo Boll hoàn thành chương trình học cấp hai với chứng chỉ hạng I.

### Sớm thành danh trên trường quốc tế (2002-2003)
Năm 2002, Timo Boll trở thành cây vợt người Đức đầu tiên vô địch giải Europe-Top-12-Tournament sau khi đánh bại Vladimir Samsonov trong trận chung kết, đồng thời vươn lên vị trí Top 10 cây vợt Đức xuất sắc nhất theo bảng xếp hạng ITTF Rankings, vượt qua Jörg Roßkopf. Trong giải European Table Tennis Championships diễn ra tại Zagreb, Boll vô địch cả nội dung đơn lẫn nội dung đôi cùng người đồng đội Zoltan Fejer-Konnerth. Đội tuyến Đức của Boll thất bại trong trận chung kết giải đấu khi để thua Thụy Điển với tỷ số 2-3. Với chức vô địch thuyết phục tại giải Table Tennis World Cup 2002 ở Tế Nam, Trung Quốc khi đánh bại nhà vô địch thế giới Vương Lệ Cần và nhà vô địch Olympic Khổng Lệnh Huy, Timo Boll kết thúc năm đó với tư cách là vận động viên bóng bàn có thứ hạng cao nhất thế giới. Trong giải European Championship tổ chức năm 2003, Vladimir Samsonov đã dẫn dắt đội tuyển Belarus tới ngôi vô địch sau khi đánh bại đội tuyển Đức trong trận chung kết. Ở giải này, sau bị bị loại từ vòng hai nội dung đơn nam, Boll cũng đánh mất luôn vị trí số một thế giới của mình.

### Dính chấn thương và trở lại (2004-2006)
Trong nửa đầu năm 2004, các vấn đề về lưng luôn gây trở ngại cho Boll và ngăn cản anh chuẩn bị cho Olympic 2004. Tại giải này, anh bị Jan-Ove Waldner đè bẹp từ trận tứ kết. Sau một thời gian bị công chúng chỉ trích, Timo Boll bắt đầu quay lại mạch chiến thắng tại các giải đấu ở Ba Lan, Áo và Đức. Boll cũng lọt vào bán kết giải Pro Tour ở Bắc Kinh, nơi anh thua Mã Lâm với tỷ số 3–4. Đầu mùa giải 2005, chấn thương lưng của Boll lại tái phát. Tuy nhiên, anh vẫn giành được huy chương bạc nội dung đôi tại World Championship khi bắt cặp với Christian Süß. Cũng trong giải này, Boll được ITTF trao giải Fair Play sau khi thất bại tại vòng loại trực tiếp, do trọng tài thay đổi quyết định theo hướng có lợi cho đối thủ. Năm thi đấu của Boll kết thúc với chức vô địch Champions League cùng đội TTV RE-BAU Gönnern và chức vô địch Table Tennis World Cup tại Liège, Bỉ khi đánh bại cả ba tay vợt hàng đầu Trung Quốc. Năm 2007, anh vô địch European Championship ở cả ba nội dung: đơn, đôi và đồng đội.

### Chuyển tới Borussia Düsseldorf
Vào tháng 12 năm 2006, Timo Boll ký hợp đồng 3 năm với Borussia Dusseldorf, hiện đang giữ kỷ lục vô địch, do đội cũ lâm vào tình hình tài chính khó khăn và mất nhiều tay vợt chủ chốt. Boll chuyển đến đến đây vào thời điểm Olympic 2008 sắp diễn ra để tiện bề tập luyện với người đồng nghiệp Christian Süß. Hợp đồng 3 năm của Boll ở Borussia Düsseldorf bắt đầu vào ngày 1 tháng 7 năm 2007 với các điều khoản cho phép anh bỏ lỡ một số trận đấu tại Bundesliga để tập trung cho các giải đấu quốc tế. Hợp đồng này sau đó tiếp tục được gia hạn đến năm 2022.

### Leo lên vị trí số một thế giới và ngày càng thành công (2007-2015)
Năm 2007, anh vô địch European Championship ở cả ba nội dung: đơn, đôi và đồng đội. Boll cũng tham gia thi đấu với tư cách vận động viên khách mời ở giải Chinese Super League.
Tại Olympic 2008, anh tiếp tục chinh chiến cùng đội tuyển Đức. Sau các chiến thắng trước Croatia, Canada, Singapore và Nhật Bản, Đức phải dừng bước khi thua đội chủ nhà Trung Quốc 0-3. Là tay vợt xếp hạng cao nhất năm 2008, Boll đã bảo vệ thành công 3 chức vô địch châu Âu mà mình giành được trong các năm trước.
Tại Olympic 2012, Boll thua Adrian Crisan ở vòng 16 đội nhưng đội Đức của anh đã giành huy chương đồng nội dung đồng đội nam khi thua Trung Quốc ở bán kết và đánh bại Hong Kong trong trận tranh huy chương đồng.
Những vấn đề ở lưng khiến Boll không thể tham gia các giải World Championships năm 2008 và 2009 lần lượt tổ chức tại Trung Quốc, Nhật Bản. Tại World Cup 2008 ở Liège, anh đánh bại Mã Long trong trận bán kết nhưng lại để thua Vương Hạo trong trận chung kết và đành nhận huy chương bạc.
Đầu năm 2011, Timo Boll đã trở lại ngôi đầu bảng xếp hạng thế giới sau khi đánh bại Mã Lâm trong trận chung kết Volkswagen Cup. Tháng 4 năm 2011, anh mất vị trí số một vào tay Vương Hạo.
Tại World Table Tennis Championships năm 2011 ở Rotterdam, Boll đã giành được huy chương đơn đầu tiên khi thi đấu ở giải này, huy chương đồng, sau khi bị nhà vô địch thế giới, Trương Kế Khoa, đánh bại 4-1. Trong suốt giải đấu, Boll từ chối thi đấu các nội dung đôi và đồng đội mà chỉ tập trung vào nội dung đơn. Chơi cho đội tuyển quốc gia Đức, Boll đã giành được hai huy chương bạc tại Team World Championships năm 2010 ở Moscow và năm 2012 ở Dortmund, cả hai lần tuyển Đức đều thua trước tuyển Trung Quốc.

### Chấn thương đầu gối và trở lại (2015-2016)
Boll vẫn giữ được phong độ tốt tại giải Chinese Super League năm 2015 với thành tích 7 thắng 5 thua. Chấn thương đầu gối khiến anh phải quyết định phẫu thuật trước khi nghiêm trọng hơn. Ca phẫu thuật khiến Boll không thể thi đấu trong một thời gian dài. Sau kì nghỉ hồi sức, Boll vẫn đủ điều kiện để thi đấu tại Olympic 2016.
Ở nội dung đơn tại Olympic, Boll đã thua Quadri Aruna ở vòng 32. Còn ở nội dung đồng đội, anh cùng với hai người đồng đội Bastian Steger và Dimitrij Ovtcharov đã giành được huy chương đồng.

### Tiếp tục sự nghiệp (2017-)
Boll giành huy chương bạc tại World Cup 2017, đánh bại Lâm Cao Viễn ở tứ kết, Mã Long ở bán kết nhưng để thua người đồng đội Dimitrij Ovtcharov ở trận chung kết. Anh cũng giành luôn huy chương bạc ở kỳ World Cup tiếp theo vào năm 2018, thua Phàn Chấn Đông trong trận chung kết. Boll có được tám danh hiệu khác tại European Table Tennis Championships vào các năm 2009, 2010, 2011 và 2018.

## Kỹ thuật
Timo Boll là một cây vợt thuận tay trái với sở trưởng là các pha tấn công xoáy lên thuận tay nhưng cũng rất nguy hiểm với kỹ thuật giật bóng trái tay cực nhanh của mình. Cốt vợt mà anh đang sử dụng là cây "Timo Boll ALC" với cả hai mặt đều là loại Dignics 09c. Đối tác đánh đôi hiện tại của Boll là Patrick Franziska.
Kỹ thuật của Boll đi trước thời đại vì anh là một trong những cây vợt đầu tiên có khả năng giật 2 càng. Anh chặn bóng xoáy thay vì chặn bóng thụ động để gây ra thêm áp lực cho đối thủ. Boll nổi tiếng là một trong những cây vợt có số lượng pha giật bóng cao nhất thế giới, đặc biệt là các pha giật phủ đầu. Điều này có được nhờ trọng tâm thấp, khả năng tăng tốc nhanh và kĩ năng sử dụng cổ tay của Boll. Chính bộ kỹ thuật này đã đem lại rất nhiều thành công cho Boll vì anh luôn gây được sức ép lên đối thủ trong giai đoạn loại bóng Ceculoid đang lưu hành. Những năm gần đây, với sự ra đời của bóng Plastic, loại bóng không thể truyền quá nhiều xoáy, Boll phụ thuộc nhiều hơn vào kỹ thuật đối giật từ cả hai phía, thuận tay và trái tay. Một ví dụ điển hình là trong trận đấu với Phàn Chấn Đông tại giải Úc mở rộng năm 2019, khi anh kéo tay vợt kém anh 16 tuổi và đang giữ vị trí số một thế giới vào set đấu quyết định. Dù tiết kiệm năng lượng, nhưng lối đánh mà Boll đang áp dụng đòi hỏi khả năng phán đoán đối thủ và đọc tình huống rất tốt.

## Các câu lạc bộ từng thi đấu
Timo Boll đã chơi cho TSV Höchst (1986 đến 1994), FTG Frankfurt (1994 đến 1995) và TTV Gönnern (1995 đến 2007). Vào ngày 1 tháng 7 năm 2007, anh bắt đầu hợp đồng ba năm với Borussia Düsseldorf.

## Đời sống cá nhân
Timo Boll kết hôn với bạn gái lâu năm của mình, Rodelia Jacobi, vào ngày 31 tháng 12 năm 2002. Họ có một con gái, Zoey Malaya, sinh ngày 4 tháng 12 năm 2013.

## Giải thưởng
- 1997 Table Tennis Junior Player of the Year
- 1998 German Table Tennis player of the Year
- 2005 Bambi Sport
- 2005 German Sportspersonality of the year - vị trí thứ 3
- 2006 Sportsman of the Year in Hessen
- 2007 Fair-Play-Award of Minister (Secretary) of the Interior Home Secretary
- 2007 German Sportsmen of the Year - vị trí thứ 2
- 2008 Sportsman of the Year in Hessen
- 2010 Sportsman of the Year in Hessen
- 2010 German Sportspersonality of the year - vị trí thứ 2
- 2017 ITTF Male Table Tennis Star

## Danh hiệu
- Vô địch World Cup 2002 và 2005, HCB 2008, 2012 và 2017, HCĐ 2010 và 2014
- Vô địch Single European Champion 2002, 2007, 2008, 2010, 2011, 2012 và 2018
- Vô địch Team European Champion 2007, 2008, 2009, 2010, 2011, 2017 và 2019
- Vô địch Europe Top-16 2002, 2003, 2006, 2008, 2010[18], 2018 và 2020
- Vô địch European Super Cup 2007, 2008 và 2009
- Vô địch các giải trong hệ thống ITTF World Tour/Pro Tour (19) và Grand Finals (1): Brasil 2001, Austria 2002, Japan 2003, Poland, Germany và Austria 2004, Japan, Sweden và Grand Finals 2005, China, Germany và Poland 2006, Austria, Germany và Poland 2008, Qatar, Germany, và Poland 2009, Japan 2010, Korea 2017.
- Vô địch nội dung đôi: European Championship 2002 (cùng Zoltan Fejer-Konnerth), 2007, 2008, 2009 và 2010 (cùng Christian Süß), Japan Open 2005, Pro Tour Grand Final 2005, 2009 (cùng Christian Süß)
- Về nhì hoặc thứ ba nội dung đôi: Về nhì World Championship 2005, Về thứ ba European Championship 2005 cùng Christian Süß
- Đồng đội: Về nhì Olympic Games 2008; Về thứ ba Olympic Games 2012, 2016; Về thứ hai European Championship 2000, 2002, 2003, 2014; Về thứ hai World Championship 2004, 2010, 2012, 2014, 2018; Về thứ ba World Championship 2006.
- German Championship: 11 lần vô địch nội dung đơn (1998, 2001–2007, 2009, 2015, 2017), 3 lần vô địch nội dung đôi (1999 cùng Lars Hielscher, 2005 và 2007 cùng Christian Süß)
- Champions League: Vô địch 2005 và 2006 cùng đội TTV RE-BAU Gönnern [de], 2009, 2010, 2011 và 2018 cùng đội Borussia Düsseldorf
- Về thứ ba Qatar and Kuwait Open Single 2007
- Về thứ ba World Championship Single 2011
- Là người Đức đầu tiên đứng số một trong bảng xếp hạng bóng bàn thế giới (tháng 1 năm 2003)[19]